# Nancy L. Green
Nancy L. Green, née en 1951, est une historienne américaine. Spécialiste de l’histoire comparée des migrations contemporaines, elle est directrice d'étude honoraire à l'École des hautes études en sciences sociales (EHESS). 

## Biographie
Nancy L. Green est docteur de l'université de Chicago et docteur ès lettres de l'université Paris-VII. Elle est nommée directrice d'études à l'École des hautes études en sciences sociales en 1995 et membre statutaire du Centre de recherches historiques.
Au sein du Groupe de géographie et d'histoire des territoires et de l'environnement, des ressources et des sociétés (Ggh-terres), Nancy L. Green dirige les recherches en histoire comparée : méthodes et pratiques, en histoire comparée des migrations contemporaines et en histoire sociale de la France et des États-Unis, aux XIXe  et XXe siècles.

## Activités de recherche
Nancy L. Green a appliqué la méthode de l'histoire comparative à l'étude des migrations. Dans son ouvrage Repenser les migrations, elle définit la méthode comparative c'est-à-dire le fait de repenser les migrations à travers trois aspects que sont : les métaphores du passé, les femmes qui étaient jusque-là ignorées dans les études migratoires, et enfin la comparaison en fonction de différentes échelles,.

## Distinctions
- 1998 : prix Gilbert Chinard[4] pour Ready to Wear, Ready to Work: A Century of Industrialization and Immigration in New York and Paris.
- Chevalier de la Légion d'honneur (2019)[5].

## Publications

### Ouvrages
- Les travailleurs immigrés juifs de Paris à la Belle Époque, Fayard, 1985, 368 p.  (ISBN 2213013969)[6],[7]
- Du Sentier à la 7e Avenue. La confection et les immigrés, Paris-New York (1880-1980), Le Seuil, 1998, 480 p.  (ISBN 2020141582)
- (co-dir.) Citoyenneté et émigration : Les politiques du départ, avec François Weil, 274 p.  (ISBN 2713221072)
- Repenser les migrations, PUF, 2002, 139 p.[8]
- avec Histoire de l’immigration et question coloniale en France, La Documentation française, 2008.

### Articles et chapitres d'ouvrage
- « L’immigration en France et aux États-Unis. Historiographie comparée », Vingtième Siècle, no 29,‎ janvier-mars 1991, p. 67-82 (lire en ligne, consulté le 17 octobre 2020).
- « L’histoire comparative et le champ des études migratoires », Annales. Économies, Sociétés, Civilisations, vol. 45, no 6,‎ 1990, p. 1335-1350 (lire en ligne, consulté le 17 octobre 2020).
- « Religion et ethnicité. De la comparaison spatiale et temporelle », Annales. Histoire, Sciences Sociales, vol. 57, no 1,‎ 2002, p. 127-144 (lire en ligne, consulté le 17 octobre 2020).
- « Entre doutes et engagements : un arrêt sur image à partir de l’histoire des femmes », Clio. Femmes, genre, histoire, no 20,‎ 2004, p. 231-260 (lire en ligne, consulté le 17 octobre 2020).
- « La confection et les immigrés à Paris. Une histoire ancienne », Hommes et migrations, no 1310,‎ 2015, p. 7-12 (lire en ligne, consulté le 18 octobre 2020).